# La Duchessa brutta
La Duchessa brutta è un dipinto di Quentin Massys del 1513. Conservato presso la National Gallery di Londra, l'opera fa parte di un dittico: la seconda parte è conservata presso il Museo Jacquemart-André di Parigi

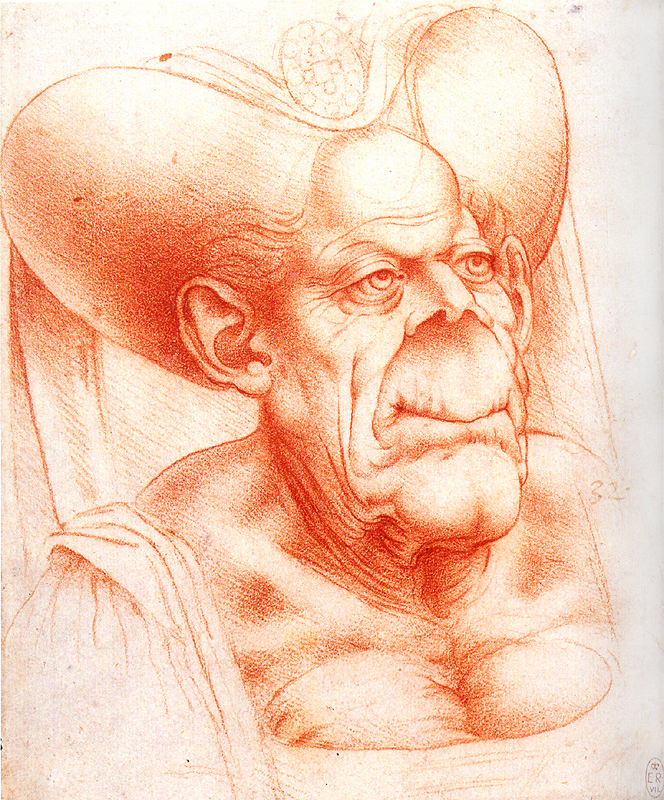
Caricatura di Leonardo da Vinci

Probabilmente basato su una caricatura effettuata da Leonardo da Vinci, il quadro ha ispirato un disegno di Wenceslaus Hollar e John Tenniel nelle illustrazioni del personaggio della Duchessa Brutta nel romanzo Le avventure di Alice nel Paese delle Meraviglie di Lewis Carroll.

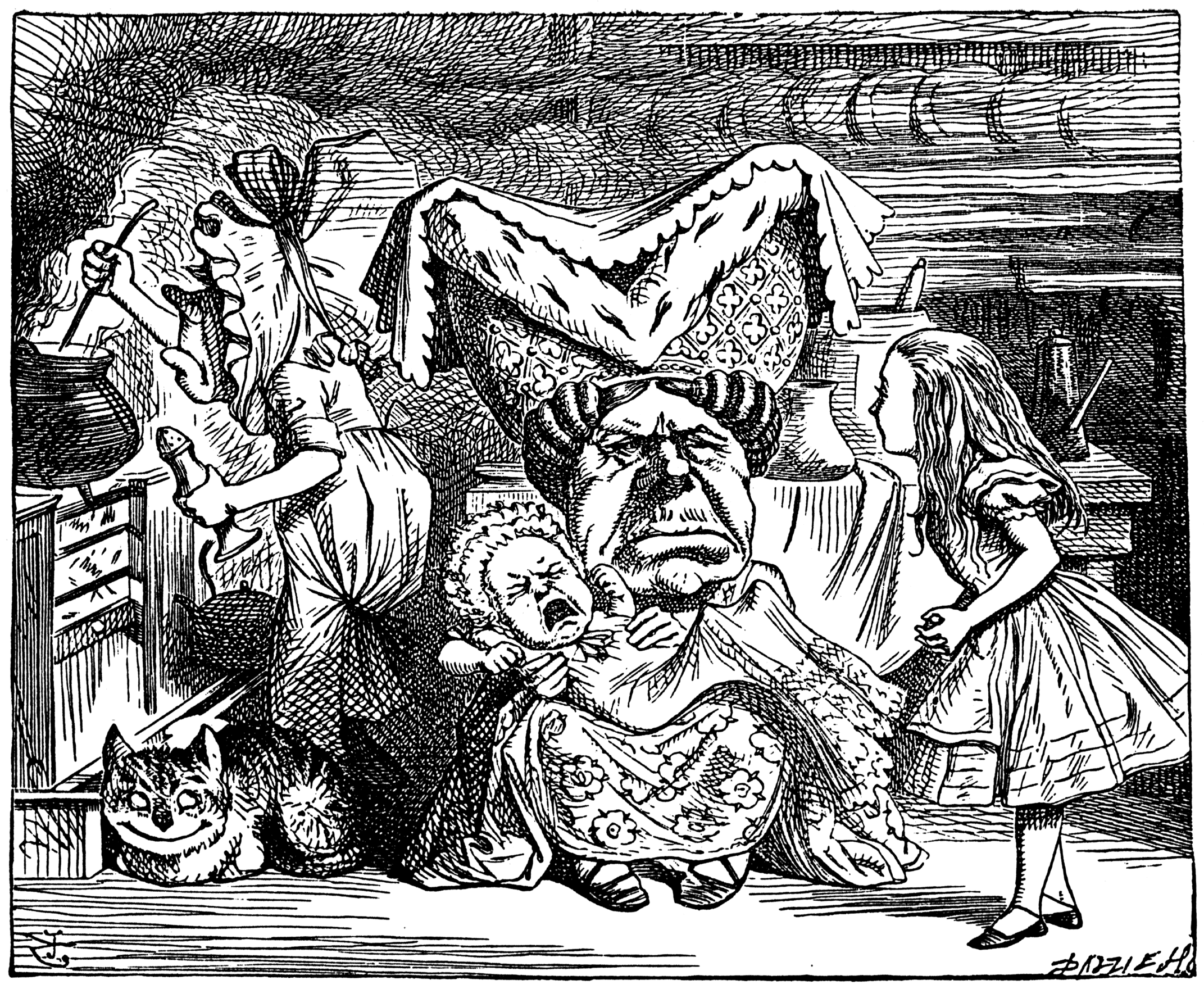
Illustrazione John Tenniel della Duchessa Brutta